# Krzywa Wieża w Pizie
Krzywa Wieża w Pizie (wł. Torre pendente di Pisa) – jedna z najbardziej znanych budowli świata, odwiedzana rocznie przez około 10 milionów turystów; symbol miasta Pizy. W istocie jest dzwonnicą (kampanilą) katedralną i należy do kompleksu zabudowań w stylu romańskim na Campo dei Miracoli, wpisanych w 1987 roku na listę światowego dziedzictwa UNESCO.

## Historia
Wieża jest zbudowana z białego marmuru, liczy osiem kondygnacji i 54,98 m wysokości. Jej masę ocenia się na 14 tysięcy ton. Została zaprojektowana przez Guglielmo i Bonanno Pisano.
Budowę rozpoczęto w 1174 r. i prowadzono ją w 3 etapach przedzielonych długimi przerwami. Cała budowa trwała 199 lat. W drugim etapie, prowadzonym w latach 1272–1278, wieża zaczęła się przechylać. Mimo niebezpieczeństwa, jeszcze w 1350 r. dodano ostatnie piętro, w którym umieszczono dzwony. Podczas budowy dokonywano korekt mających zniwelować przechył.
Dzięki odchyleniu wieży od pionu Galileusz mógł wykorzystać ją w roku 1600 do zademonstrowania niezależności czasu spadania ciał od ich masy (zob. eksperyment Galileusza ze spadkiem swobodnym ciał). Należy jednak zaznaczyć, że eksperyment z wykorzystywaniem krzywej wieży przez uczonego uważany jest przez wielu naukowców za mit z powodu braku wiarygodnych źródeł.
W XIX wieku zaczęto podejmować pierwsze próby powstrzymania przechylania się wieży, co przyniosło jednak przeciwny skutek. W 1890 odchylenie osiągnęło 5,24°. Pierwszy pomiar odchylenia z użyciem precyzyjnej aparatury został wykonany w 1911 r. Ustalono wówczas, że wynosi ono 5,25°, co odpowiadało wychyleniu wieży o 4,22 m pomiędzy najwyższym a najniższym piętrem. Przechył cały czas wzrastał, z rosnącą prędkością – w latach 30. rósł on średnio o 4″ rocznie, a pod koniec lat 80. o 6″ rocznie. Od 1991 r. przechylenie jest monitorowane automatycznie co 4 h z dokładnością do 1/100 mm.
W 1993 r. po północnej stronie wieży ustawiono obciążenie ze sztab ołowianych o masie 600 t, co po raz pierwszy doprowadziło do zmniejszenia przechyłu. W 1995 r. zaczął on jednak znowu wzrastać i obciążenie zwiększono do 870 t. 
W kwietniu 2011 r. po 20 latach zakończono prace konserwatorskie w Krzywej Wieży. Usunięto z jej murów grubą warstwę zanieczyszczeń i ślady niszczycielskiej działalności zwiedzających. Specjaliści zebrali wszystkie kawałki marmuru, które odpadły i umieścili je z powrotem we właściwych miejscach murów wieży. Wieżę odrestaurował zespół pod kierunkiem Michelego Jamiolkowskiego, profesora geotechniki z Politechniki w Turynie. Zastosowana metoda polegała na wzmocnieniu fundamentów i niedopuszczeniu do dalszego przechyłu. Zespół Jamiołkowskiego dał Krzywej Wieży gwarancję na 300 lat.
Z obliczeń wynika, że po przekroczeniu przechyłu 5,44° wieża może runąć, jednak nie nastąpiło to nawet, gdy przechył wyniósł 5,5°. W 2013 r. przechył wynosił 3,99°, jednak pod koniec drugiej dekady XXI w. wynosił on ok. 5,5°, natomiast w 2023 r. podano, że wynosi on 5,115°.